# Anuruddha
No confundir con Anuradha.
Anuruddha fue uno de los cinco discípulos líderes sravaka y primo de Buda Gautama.
Nacido de una familia kshatriya, fue ordenado sacerdote por el Buda junto a sus tres primos, Bhaddiyam, Ananda, y Devadatta y su barbero Upali, en la arboleda de mango Anupiya Mango.
Anuruddha adquirió "visión divina" (dibba-cakkhu) y fue considerado el más destacado entre aquellos que tuvieron la capacidad. Sariputta asignó los ocho pensamientos de un gran hombre para que Anuruddha los usara como temas de meditación. Viajando en el pueblo Ceti para practicar, fue capaz de dominar siete, pero no pudo aprender el octavo pensamiento, el cual Buda le enseñó. Anuruddha desarrolló percepción interna y luego se liberó hacia el arhat.